# Christoph Hubig
Christoph Hubig (* 15. April 1952 in Saarbrücken) ist ein deutscher emeritierter Professor für Philosophie, der durch seine Arbeiten zur Praktischen Philosophie (Klugheitsethik, anwendungsbezogene Ethik, Dissensmanagement), zur Technik- und Kulturphilosophie (mit einem neuen Ansatz zur Technik als Medium) sowie zur Wissenschaftsphilosophie (Dialektik und Reflexion) bekannt wurde. Gemeinsame Basis seiner Untersuchungen ist eine Philosophie der Konzeptualisierung/des Umgangs mit dem Möglichen.

## Leben
Hubig studierte von 1970 bis 1974 Philosophie, Soziologie, Germanistik und Musikwissenschaft in Saarbrücken und an der TU Berlin. Die Promotion erfolgte im Jahr 1976 im Fach Philosophie zum Thema „Dialektik und Wissenschaftslogik“, die Habilitation im Jahr 1983 zum Thema „Handlung – Identität – Verstehen“. Nach Lehrstuhlvertretungen in Braunschweig und Hamburg sowie der Tätigkeit als Projektleiter in der DFG-FG Konstruktionshandeln (im Maschinenbau) erhielt er im Jahre 1986 eine Professur für Praktische Philosophie/Technikphilosophie an der TU Berlin, 1992 die Gründungsprofessur für Praktische Philosophie der Universität Leipzig (dort 1993–1995 Dekan der neugegründeten Fakultät für Sozialwissenschaften und Philosophie) und 1997 den Lehrstuhl für Philosophie mit den Schwerpunkten Wissenschaftstheorie und Technikphilosophie an der Universität Stuttgart; er war seit 2004 Gastprofessor und Senior Consultant an der Dalian University of Technology/China und seit März 2010 Professor für Praktische Philosophie sowie Philosophie der wissenschaftlich-technischen Kultur an der TU Darmstadt, dort von 2015 bis 2017 Dekan des Fachbereichs Gesellschafts- und Geschichtswissenschaften. Neben zahlreichen Gastprofessuren war er 2017 Distinguished Fellow am Center of Advanced Studies der Fudan-Universität Shanghai. Seit 2019 ist Hubig assoziiertes Mitglied des Internationalen Zentrums für Ethik in den Wissenschaften (IZEW) der Eberhard-Karls-Universität Tübingen sowie des Centers of Advanced Internet Studies (CAIS) der Universität Bochum.
Hubig war Prorektor für Struktur an der Universität Stuttgart (2000–2002), Geschäftsführer und Mitglied des Vorstands der Deutschen Gesellschaft für Philosophie (1993–2005), Kurator und Leiter des Studienzentrums Deutschland der Alcatel-Lucent Stiftung für Kommunikationsforschung (2002–2010) sowie Direktor des Internationalen Zentrums für Kultur- und Technikforschung der Universität Stuttgart (2005–2010), ferner u. a. Projektleiter im Sonderforschungsbereich (SFB) 627 „Nexus“ Ubiquitous Computing (2002–2010) und Principal Investigator (Integrative Platform of Reflection and Evaluation) des Exzellenzclusters „Simulation Technology“ (2007–2010) sowie im Graduiertenkolleg „Topologie der Technik“ (TU Darmstadt 2011–2016). Für den Verein Deutscher Ingenieure (VDI) war Hubig seit 1990 in verschiedenen Funktionen tätig, so als Vorsitzender des Bereichs „Mensch und Technik“ (1997–2003), seitdem als Leiter zahlreicher Ausschüsse (u. a. Wissensgesellschaft, Ethische Ingenieurverantwortung, Interkulturalität), Mitglied des Ausschusses „Kommunikation und Öffentlichkeitsbeteiligung“ (VDI 7001) sowie des Fachbeirats „Technik im Dialog“. Seit 2019 arbeitet er in Projektlinien zum Thema KI und Ethik des VDI (Leitung) sowie der AI Ethics Impact Group (VDE/Bertelsmann Stiftung).
Hubig wurde mit dem Sonderpreis der Internationalen Gesellschaft für Ingenieurpädagogik (IGIP) sowie der Ehrenplakette des VDI ausgezeichnet. 2012 erschien zum 60. Geburtstag die Festschrift „Reflexion des Möglichen“ (LIT-Verlag) sowie 2018 zum Eintritt in den Ruhestand die Festschrift „Möglichkeiten der Reflexion“ (Nomos-Verlag); dort findet sich ein Überblick zu den Arbeitslinien und -erträgen Hubigs. 2021 ernannte der VDI Hubig zu seinem Ehrenmitglied.

## Forschung
Grundlage seiner Forschungen in den Bereichen Technikphilosophie, Kultur- und Sozialphilosophie, Handlungstheorie, Anwendungsbezogene Ethik und Wissenschaftstheorie sind Untersuchungen zur Genese, Fortschreibung, Disponibilität, Normierbarkeit/Rechtfertigbarkeit und Reflexion einschlägiger Strukturen, Strategien und Praktiken theoretischer und praktischer Welterschließung in ihrer real-, intellektual- und sozialtechnisch bedingten Verfasstheit. Entsprechend wurden Analysen zur Technik als Medium/System, als Macht (Instanz der Ermöglichung) sowie zu normativen Fragen der Systemgestaltung und Vorstellbarkeit systemischer Zusammenhänge (simulation technology) vorgelegt. Philosophiehistorische Anknüpfungspunkte liegen bei Aristoteles, Hegel und dem Pragmatismus.

## Veröffentlichungen (Auswahl)

### Monographien
- Technik- und Wissenschaftsethik. Ein Leitfaden, Berlin/Heidelberg/New York 1993, 2. überarb. Aufl. 1995.
- Technologische Kultur, Leipzig 1997.
- Mittel, Bielefeld 2002.
- Die Kunst des Möglichen. Grundlinien einer Philosophie der Technik, Band 1: Technikphilosophie als Reflexion der Medialität, Bielefeld 2006.
- Die Kunst des Möglichen. Grundlinien einer Philosophie der Technik, Band 2: Ethik der Technik als provisorische Moral, Bielefeld 2007.
- Bildung und Kompetenz, Göttingen 2009.
- Die Kunst des Möglichen. Grundlinien einer Philosophie der Technik, Band 3: Macht der Technik, Bielefeld 2015.

### Herausgeberschaften
- (Hg.) Funkkolleg Technik: Einschätzen – Beurteilen – Bewerten, Weinheim 1996.
- (Hg.) Unterwegs zur Wissensgesellschaft, Berlin 2000.
- (Mit-Hg.) Dialektik. Zeitschrift für Kulturphilosophie, Hamburg 2000–2006
- (Hg.) Ethische Ingenieurverantwortung, Berlin 2003.
- (Mit-Hg.) Philosophie und Psychologie im Dialog, Göttingen, seit 2006 (21 Bde.).
- (Mit-Hg.) Nachdenken über Technik. Die Klassiker der Technikphilosophie und neuere Entwicklungen. 3. erweiterte Auflage („Darmstädter Ausgabe“), Berlin/Baden-Baden 2013.
- (Mit-Hg.) Jahrbuch für Technikphilosophie, Zürich/Baden-Baden, seit 2015.